# Flowers of the Forest

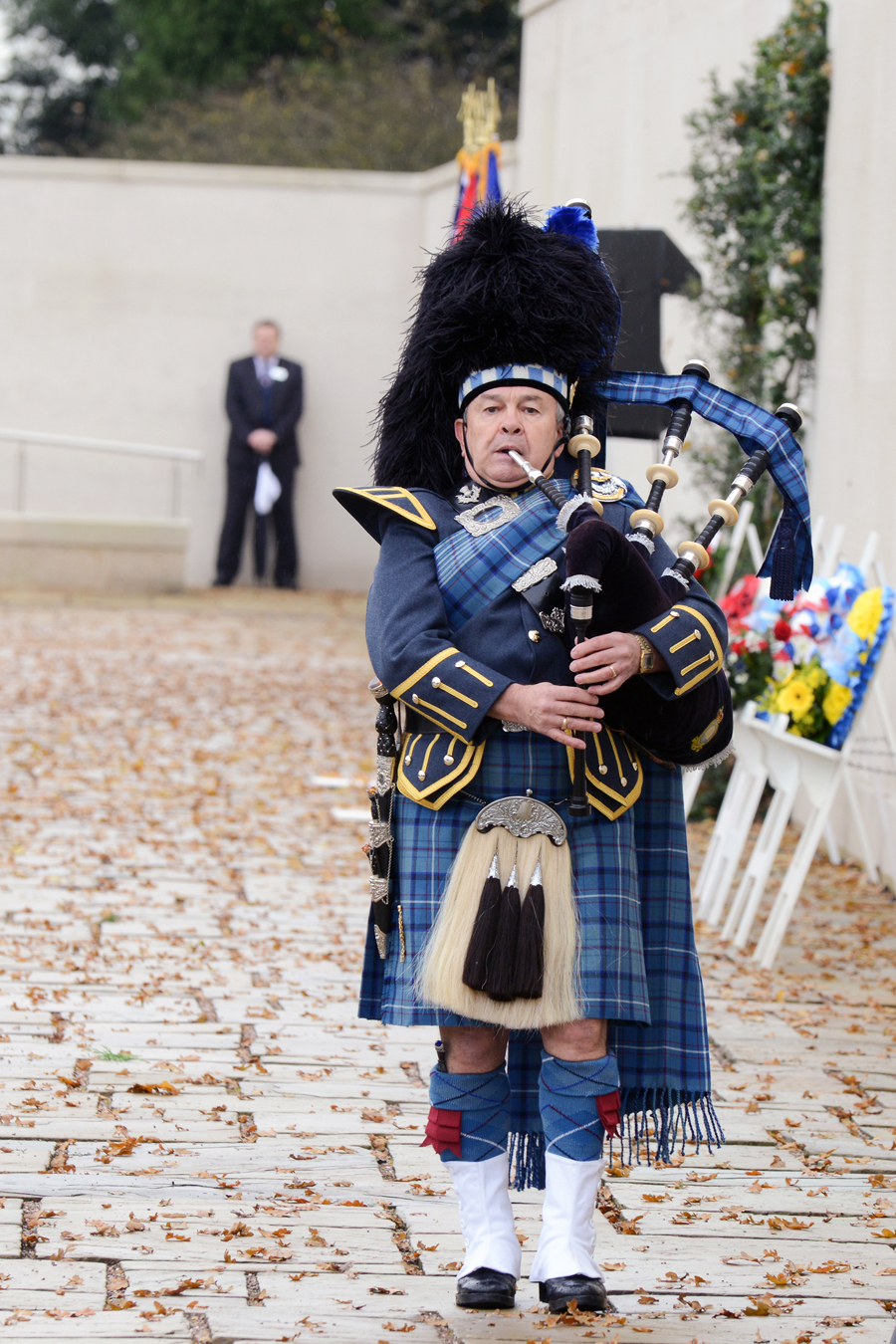
Musicien jouant Flowers of the Forest.

Flowers of the Forest (en français : Les Fleurs de la forêt) est une vieille chanson folklorique écossaise. Bien que les paroles originales soient inconnues, la mélodie a été réalisée en c.1615-25 dans les manuscrits de « John Skene of Halyards Manuscript » sous le titre de Flowres of the Forrest. Cependant, il est bien possible qu'elle eut été réalisée avant cette période-là.  Plusieurs versions de paroles ont été rajoutés à la mélodie, notamment la version bien connue de Jean Elliot en 1756. Parmi les autres se trouvent celles de Alison Cockburn ci-dessous. Cependant, beaucoup de versions sont jouées sur la Great Highland Bagpipe. À cause des sentiments exprimés par les paroles, et la révérence pour la mélodie, la chanson se trouve parmi les rares chansons que les artistes ne jouent qu'aux funérailles ou services mémoriaux, d'ailleurs on l'entend seulement lors de l'apprentissage de la cornemuse.

## L'air
La mélodie dans le manuscrit cité est une mélodie modale simple. Typique des vieilles chansons écossaises, elle est pentatonique en entier, sauf les exceptions dramatiques de la troisième et cinquième note de la deuxième ligne, qui sont la 7e mineure.

## Les paroles de Jean Elliot
Jean Elliot (en) (née en 1727), inspirée partiellement par la poésie populaire contemporaine, a réalisé sa version comme mémorial en 1756 pour la mort du roi Jacques IV, ses nobles, et plus de 10 000 hommes – connus comme les Flowers of the Forest (Fleurs de la forêt) – à la bataille de Flodden Field dans le Nord de l'Angleterre en 1513, un événement important dans l'histoire de l'Écosse.
Elle l'a publiée anonymement, et à l'époque on la croyait être une ancienne balade survivante. Cependant, Burns la croyait être une imitation, et avec Ramsay et Sir Walter Scott a enfin découvert l'auteur.
La chanson, dont les paroles étaient écrites en scots, est aussi connue comme The Floo'ers o' the Forest (are a' wede away) et parle de l'angoisse des femmes et des enfants à la perte de leurs jeunes hommes. Dans un certain sens la chanson reflète un poème similaire, Y Gododdin, d'une défaite similaire en 600.
Des versions puissantes de la cornemuse sont jouées aux services de reconnaissance, des funérailles, et d'autres événements :  beaucoup dans le Commonwealth la connaissent simplement sous le nom The Lament qui est jouée lors du jour du Souvenir.
La première version de la chanson met en contraste les jours heureux avec l'angoisse et la perte :
I've heard the lilting, at the yowe-milking,
Lassies a-lilting before dawn o' day ; 
But now they are moaning on ilka green loaning ;
"The Flowers of the Forest are a' wede away". 
Dool and wae for the order sent oor lads tae the Border!
The English for ance, by guile wan the day, 
The Flooers o' the Forest, that fought aye the foremost, 
The pride o' oor land lie cauld in the clay. 
I've heard the lilting, at the yowe-milking, 
Lassies a-lilting before dawn o' day ; 
But now they are moaning on ilka green loaning ;
"The Flowers of the Forest are a' wede away".